# КК Химки
КК Химки (рус. Баскетбольный клуб «Хи́мки») је руски кошаркашки клуб из Химкија, предграђа Москве. У сезони 2022/23. такмичи се у Суперлиги Русије.

## Историја
Клуб је основан 5. јануара 1997, а већ у првој сезони постојања су освојили регионалну лигу, чиме су изборили улазак у Суперлигу Русије. Први значајнији успех клуб је остварио у сезони 2002/03. када је заузео четврто место у руској лиги. Убрзо након тога постају један од најбољих руских клубова. 
У Купу Русије стижу до финала 2006. да би га две године касније и освојили и донели први трофеј у историји клуба. У домаћем првенству су чак седам пута стизали до другог места али никад нису освојили трофеј. Године 2011. су забележили велики успех освојивши регионалну ВТБ лигу где су савладали у финалу ЦСКА.
У европским такмичењима први већи успех бележе 2006. године када стижу до финала ФИБА Еврочеленџа где су поражени од Хувентуда. Три године касније стижу до финала УЛЕБ Еврокупа где су поражени од Лијетувос ритаса да би 2012. освојили ово такмичење савладавши у финалу Валенсију.

## Успеси

### Национални
- Суперлига Русије-Професионална кошаркашка лига Русије:
  - Другопласирани (7): 2006, 2008, 2009, 2010, 2011, 2012, 2013.

- Куп Русије:
  - Освајач (1): 2008.
  - Финалиста (1): 2006.

### Међународни
- УЛЕБ Еврокуп:
  - Победник (2): 2012, 2015.
  - Финалиста (1): 2009.

- ВТБ јунајтед лига:
  - Првак (1): 2011.
  - Вицепрвак (5): 2009, 2015, 2017, 2018, 2019.

- ФИБА Еврочеленџ:
  - Финалиста (1): 2006.

## Познатији играчи
- Ратко Варда
- Владимир Веременко
- Хорхе Гарбахоса
- Карлос Делфино
- Зоран Драгић
- Микаел Желабал
- Алексеј Жуканенко
- Робертас Јавтокас
- Паулијус Јанкунас
- Петери Копонен
- Маћеј Лампе
- Кит Лангфорд
- Жофре Ловерњ
- Крешимир Лончар
- Раул Лопез
- Тимофеј Мозгов
- Сергеј Моња
- Метју Нилсен
- Милтон Паласио
- Зоран Планинић
- Антон Понкрашов
- Марко Поповић
- Тајрис Рајс
- Марко Тодоровић
- Виталиј Фридзон
- Виктор Хрјапа
- Алексеј Швед

## Познатији тренери
- Римас Куртинаитис